# Ideell organisation
En ideell organisation är en icke-statlig organisation vilken inte har kommersiella, utan ideella mål med sin verksamhet, och som åtminstone till en del drivs på frivillig basis. Ofta tolkas "ideell" brett; ideella organisationer kan vara mycket olika till sin organisation och storlek och syssla med vitt skilda olika frågor. Några områden inom vilka många ideella organisationer verkar är mänskliga rättigheter, humanitära insatser, miljöfrågor, idrott, folkbildning. Även exempelvis fackföreningar, politiska partier samt intresseorganisationer för funktionshindrade eller hyresgäster är ideella organisationer. 
Ideella organisationer kan ha olika associationsformer, bland annat oregistrerad eller registrerad förening (Finland), ideell förening (Sverige) eller stiftelse. 
Många politiker och forskare anser att ideella organisationer spelar en viktig roll i samhällsutvecklingen, både för att hålla ihop samhället och dess gemenskaper och för att bidra till samhällsförändring.

## Utan kommersiella vinstintressen
En ideell organisation är en organisation som verkar utan kommersiella vinstintressen. I den juridiska betydelsen omfattas också organisationer som främjar enskilda gruppers (som till stor del eller helt kan vara medlemmar) ekonomiska intressen, då verksamheten och dess målsättning hålls inom vissa ramar.
Det motsvarande uttrycket på engelska är non-profit organization (NPO), men också samlingsbenämningen för icke-statliga organisationer, non-governmental organization (NGO) används ibland, trots att det begreppet även kan inkludera exempelvis företag och annan kommersiell icke-statlig verksamhet. Det är särskilt vanligt att engelska uttryck används när det rör sig om organisationer som verkar internationellt. Även när begreppen används korrekt är ideell en verksamhetsbeskrivning som är mycket bred, det förekommer även begrepp som är snävare, exempelvis private voluntary organization (PVO), ungefär ”frivillig gräsrotsrörelse”.

## Exempel på ideella organisationer
- Amnesty International
- Greenpeace
- IOGT-NTO
- Kyrkornas världsråd
- Läkare Utan Gränser
- Rädda Barnen
- Världsnaturfonden
- Scouterna
- Storasystrarna
- Svenskar i Världen
- Svenska Djurskyddsföreningen
- Sveriges Elevkårer
- Sverok
- Ung Företagsamhet
- RFSU